# Montagny-Sainte-Félicité
Montagny-Sainte-Félicité là một xã thuộc tỉnh Oise trong vùng Hauts-de-France phía bắc nước Pháp. Xã này nằm ở khu vực có độ cao trung bình 45 mét trên mực nước biển.